# قورباغه درختی پهنه کانال
قورباغه درختی پهنه کانال (نام علمی: Hypsiboas rufitelus (هیبسیبوس روفیتلوس)) یک گونه از قورباغه‌ها است که در تیره قورباغه‌های درختی راستین قرار دارد. این قورباغه در کاستاریکا، نیکاراگوئه، پاناما و گاه در ونزوئلا یافت شده‌است.